# 시마무라
시마무라(株式会社しまむら)는 1953년 설립된 일본의 의류 회사이다. 일본 내 단일 브랜드 매출로 유니클로에 이어 2위이다.

## 매장
(2010년 2월 20일 기준)
- 패션센터 시마무라: 1,162 점포
- 아베이루: 234 점포
- 버스데이: 112 점포
- 샨부루: 69 점포
- 디바로: 11 점포
- 思夢樂: 29 점포 (대만)
- 饰梦乐: 13 점포 (중국 상해, 강소, 절강)